# Zeche Vereinigte Treue & Amsterdam
Die Zeche Vereinigte Treue & Amsterdam im Bochumer Stadtteil Sundern ist ein ehemaliges Steinkohlenbergwerk. Das Bergwerk (die Zeche) ist aus der Konsolidation von bis dahin eigenständigen Bergwerken entstanden.

## Bergwerksgeschichte
Am 20. Juli des Jahres 1811 konsolidierte die Zeche Treue mit der Mutung Amsterdam zur Zeche Vereinigte Treue & Amsterdam. Vermutlich fand jedoch nur geringfügiger Abbau im oberflächennahen Bereich statt. Der Stollen wurde aufgegeben und verbrach im Laufe der Zeit. Im Jahr 1815 fand wieder Abbau statt, die abgebauten Kohlen wurden über einen Schiebeweg zur Ruhr transportiert. Dieser Schiebeweg hatte eine Länge von 550 Lachtern. In den Jahren 1820 bis 1825 war der Schacht Johann in Förderung. Im Jahr 1827 war der Schacht Wilhelm in Betrieb. Im Jahr 1830 wurde ein Stollen im Ruhrtal angelegt und im Flöz Sonnenschein aufgefahren. Der Stollen wurde in östlicher Richtung unter dem Rauterdeller Tal hindurch aufgefahren. Bei der Auffahrung des Stollens wurden Teile des alten Tiefen Stollens aufgewältigt. Beide Stollen hatten nach der Verbindung zusammen eine Gesamtlänge von 2200 Metern. Die Förderung erfolgte in den Schächten Johann und Wilhelm, Schacht Johann war zu diesem Zweck extra wieder aufgewältigt worden. Die geförderten Kohlen wurden über einen Schiebeweg vom Schacht Johann zum Stollenmundloch des Oberstollens transportiert und von dort aus auf dem bereits vorhandenen Schiebeweg zur Ruhr weitertransportiert. Im Jahr 1833 war der Schacht Wilhelm in Förderung. Im selben Jahr wurde zusammen mit der Zeche Ignatius eine Pferdebahn zur Ruhr angelegt. Im Jahr 1839 näherte sich der Tiefe Treue Stollen der östlichen Markscheide. Am 14. März des Jahres 1842 wurde das Längenfeld Amsterdam verliehen. Im Jahr 1845 war Schacht Wilhelm weiterhin in Förderung. Da der Abbau im Jahr 1852 beendet war, wurde das Bergwerk noch im selben Jahr stillgelegt. Der Stollen ging im Laufe der folgenden Jahre zu Bruch. Am 22. November des Jahres 1873 konsolidierte die Zeche Vereinigte Treue & Amsterdam mit weiteren Bergwerken zur Zeche Brockhauser Tiefbau.

## Förderung und Belegschaft
Die ersten Förderzahlen stammen aus dem Jahr 1825, es wurde eine Förderung 1880 Tonnen Steinkohle erbracht. Im Jahr 1827 sank die Förderung auf 1453 Tonnen Steinkohle. Im Jahr 1830 lag die Förderung bei 456 Tonnen Steinkohle, die Belegschaftsstärke lag bei zwei bis acht Bergleuten. Im Jahr 1836 wurde eine Förderung von 4887 preußische Tonnen Steinkohle erbracht. Im Jahr 1840 wurden mit 14 Beschäftigten 1926 Tonnen Steinkohle gefördert. Die maximale Förderung des Bergwerks wurde im Jahr 1843 erbracht, es wurde eine Förderung von 2888 Tonnen Steinkohle erbracht. Im Jahr 1845 sank die Förderung auf 1653 Tonnen Steinkohle. Im Jahr 1847 wurden mit 12 bis 19 Beschäftigten insgesamt 2158 Tonnen Steinkohle gefördert. Die letzten bekannten Förderzahlen des Bergwerks stammen aus dem Jahr 1851, es wurden 1441 Tonnen Steinkohle gefördert.